# Maurice aux Jeux olympiques d'été de 2016
Maurice participe aux Jeux olympiques d'été de 2016 à Rio de Janeiro au Brésil du 5 au 21 août 2016. Il s'agit de sa 9e participation à des Jeux d'été.

## Athlétisme

### Homme

#### Courses
| Athlètes     | Compétitions | Série | Série | Demi-finales | Demi-finales | Finale          | Finale |
| ------------ | ------------ | ----- | ----- | ------------ | ------------ | --------------- | ------ |
| Athlètes     | Compétitions | Temps | Rang  | Temps        | Rang         | Temps           | Rang   |
| David Carver | Marathon     | NC    | NC    | NC           | NC           | 2 h 26 min 16 s | 102e   |

#### Concours
| Athlètes       | Compétitions | Série    | Série | Finale   | Finale  |
| Athlètes       | Compétitions | Résultat | Rang  | Résultat | Rang    |
| -------------- | ------------ | -------- | ----- | -------- | ------- |
| Jonathan Drack | Triple saut  | 16,21 m  | 28e   | Éliminé  | Éliminé |

### Femme

#### Course
| Athlètes         | Compétitions | Série   | Série | Demi-finale | Demi-finale | Finale   | Finale   |
| ---------------- | ------------ | ------- | ----- | ----------- | ----------- | -------- | -------- |
| Athlètes         | Compétitions | Temps   | Rang  | Temps       | Rang        | Temps    | Rang     |
| Aurelie Alcindor | 200 mètres   | 24 s 55 | 7e    | Éliminée    | Éliminée    | Éliminée | Éliminée |
|                  |              |         |       |             |             |          |          |

## Badminton
| Athlète       | Compétition  | Phase de groupes      | Phase de groupes                        | Phase de groupes | Phase de groupes | 1/8 de finale    | Quarts de finale | Demi-finales     | Finale           | Finale   |
| Athlète       | Compétition  | Adversaire Score      | Adversaire Score                        | Adversaire Score | Rang             | Adversaire Score | Adversaire Score | Adversaire Score | Adversaire Score | Rang     |
| ------------- | ------------ | --------------------- | --------------------------------------- | ---------------- | ---------------- | ---------------- | ---------------- | ---------------- | ---------------- | -------- |
| Kate Foo Kune | Simple dames | bat Chen 21-16, 21-19 | battue par Buranaprasertsuk 7-21, 18-21 | NC               | 2e Gr. H         | Éliminée         | Éliminée         | Éliminée         | Éliminée         | Éliminée |

## Cyclisme

### VTT
| Athlète         | Compétition              | Temps | Rang |
| --------------- | ------------------------ | ----- | ---- |
| Yannick Lincoln | Cross-country VTT hommes |       |      |